# Convocazioni al campionato europeo femminile di pallavolo 2011
Elenco delle giocatrici convocate per il campionato europeo 2011.

## 

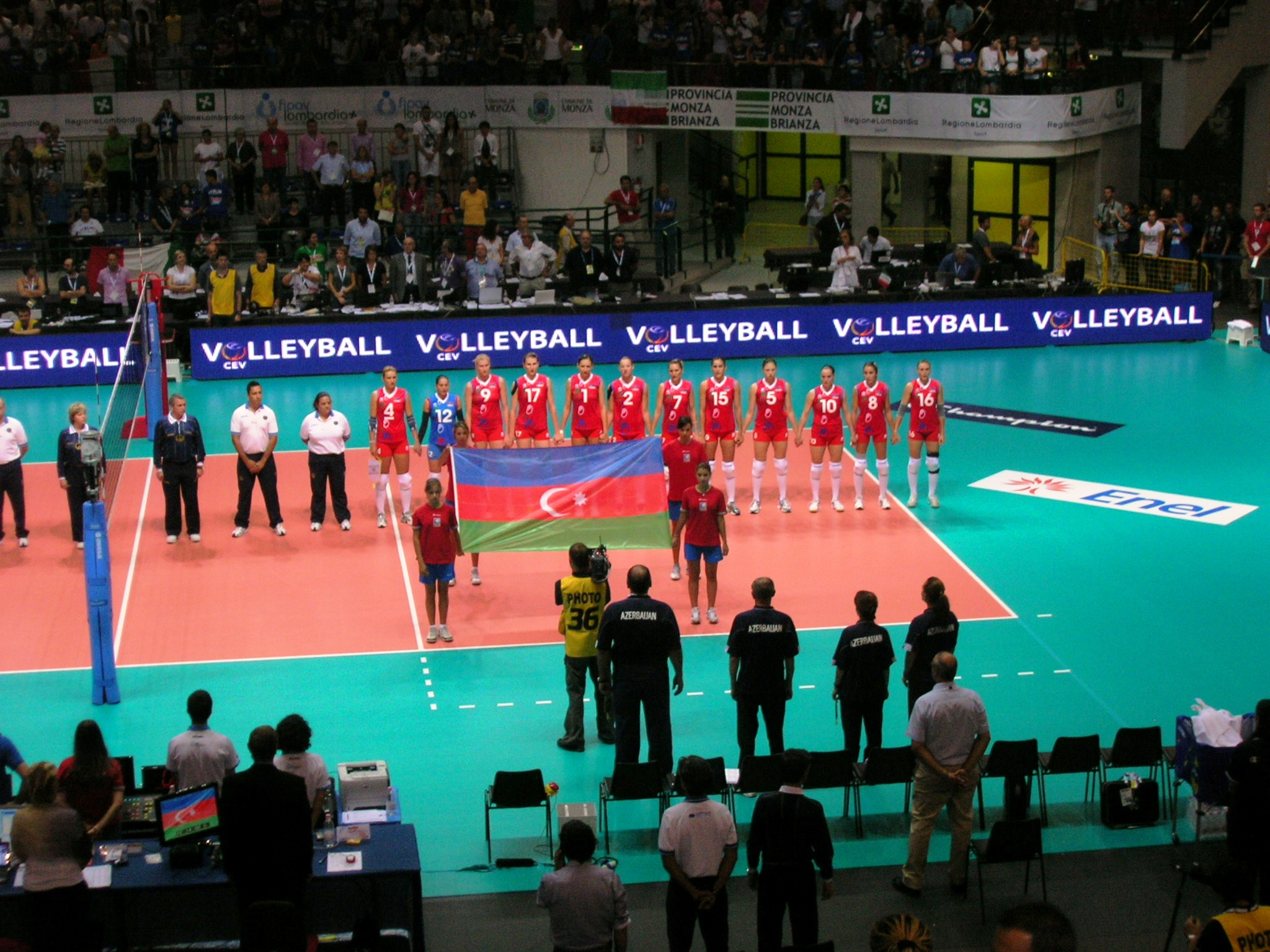
La nazionale dell' Azerbaijan agli Europei del 2011

## Azerbaigian
| N° | Nome                | Ruolo | Data di nascita   | Squadra           |
| -- | ------------------- | ----- | ----------------- | ----------------- |
| -  | Faig Garayev        | All   | -                 | -                 |
| 1  | Darya Zamanova      | S/O   | 30 aprile 1987    | Şahdağ-Şirvan     |
| 2  | Ksenija Kovalenko   | C     | 21 aprile 1986    | Lokomotiv Baku    |
| 4  | Oksana Parchomenko  | P     | 28 settembre 1984 | Dinamo Mosca      |
| 5  | Odina Əliyeva       | S     | 22 maggio 1990    | Şahdağ-Şirvan     |
| 7  | Elena Parchomenko   | C     | 11 settembre 1982 | Lokomotiv Baku    |
| 8  | Natavan Gasimova    | P     | 8 luglio 1985     | Robursport Pesaro |
| 9  | Natalija Kazka      | S/O   | 2 dicembre 1984   | Rabitə Baku       |
| 10 | Oksana Mammadyarova | S     | 6 aprile 1978     | Lokomotiv Baku    |
| 12 | Valeriya Korotenko  | L     | 29 gennaio 1984   | Azərreyl          |
| 15 | Aynur Kərimova      | C     | 7 dicembre 1988   | Azərreyl          |
| 16 | Oksana Kiselyova    | L     | 30 maggio 1992    | Azərreyl          |
| 17 | Polina Rahimova     | S/O   | 5 giugno 1990     | Azərreyl          |

## Bulgaria
| N° | Nome                | Ruolo | Data di nascita   | Squadra         |
| -- | ------------------- | ----- | ----------------- | --------------- |
| -  | Dragutin Baltić     | All   | -                 | -               |
| 1  | Lora Kitipova       | P     | 19 maggio 1991    | CSKA Sofia      |
| 2  | Kristin Kolčagova   | L     | 12 gennaio 1991   | Levski Sofia    |
| 3  | Tanja Săbkova       | O     | 10 giugno 1988    | Şahdağ-Şirvan   |
| 5  | Dobriana Rabadžieva | S     | 14 giugno 1991    | Spes Conegliano |
| 6  | Cvetelina Zarkova   | C     | 18 dicembre 1986  | Samorodok       |
| 7  | Gabriela Koeva      | C     | 25 luglio 1989    | Voléro Zurigo   |
| 9  | Ljubka Debărlieva   | P     | 21 settembre 1980 | -               |
| 10 | Kremena Kamenova    | S     | 21 maggio 1988    | Lokomotiv Baku  |
| 11 | Hristina Ruseva     | C     | 1º ottobre 1991   | CSKA Sofia      |
| 12 | Marija Karakaševa   | S     | 27 ottobre 1988   | CSKA Sofia      |
| 13 | Ivelina Moneva      | L     | 17 gennaio 1986   | Marica          |
| 16 | Elica Vasileva      | S     | 13 maggio 1990    | Bergamo         |
| 17 | Strašimira Filipova | C     | 18 agosto 1985    | Uraločka        |
| 18 | Emilija Nikolova    | O     | 26 dicembre 1991  | Tomis Constanța |

## Croazia
| N° | Nome                | Ruolo | Data di nascita  | Squadra         |
| -- | ------------------- | ----- | ---------------- | --------------- |
| -  | Damir Jurko         | All   | -                | -               |
| 1  | Biljana Gligorović  | P     | 31 ottobre 1982  | Dinamo Bucarest |
| 2  | Marijeta Drazenović | P     | 19 agosto 1988   | Vukovar         |
| 4  | Marina Miletić      | S     | 21 febbraio 1983 | Rabitə Baku     |
| 6  | Sanja Popović       | S/O   | 31 maggio 1984   | GS Caltex Seoul |
| 8  | Hana Čutura         | S     | 10 marzo 1988    | Münster         |
| 9  | Ilijana Dugandžić   | C     | 17 aprile 1981   | İqtisadçı       |
| 10 | Mira Topić          | S     | 2 giugno 1983    | Schweriner      |
| 14 | Nikolina Kovacić    | S     | 30 aprile 1986   | Forlì           |
| 15 | Ivana Miloš         | C     | 7 settembre 1986 | İqtisadçı       |
| 16 | Paola Došen         | L     | 6 gennaio 1988   | Rijeka          |
| 17 | Jelena Alajbeg      | S/O   | 1º ottobre 1989  | Voléro Zurigo   |
| 18 | Maja Poljak         | C     | 2 maggio 1983    | Eczacıbaşı      |

## Francia
| N° | Nome               | Ruolo | Data di nascita  | Squadra              |
| -- | ------------------ | ----- | ---------------- | -------------------- |
| -  | Fabrice Vial       | All   | 18 aprile 1969   | -                    |
| 1  | Pauline Soullard   | C     | 24 aprile 1985   | Béziers              |
| 2  | Véronika Hudima    | S     | 8 luglio 1988    | Rumia                |
| 3  | Taiana Tere        | S     | 27 maggio 1986   | Évreux               |
| 4  | Christina Bauer    | C     | 1º gennaio 1989  | Busto Arsizio        |
| 5  | Marielle Bousquet  | L     | 5 aprile 1985    | SF Paris Saint-Cloud |
| 7  | Jelena Lozančić    | C     | 26 marzo 1983    | RC Cannes            |
| 9  | Anna Rybaczewski   | S     | 23 marzo 1982    | ASPTT Mulhouse       |
| 10 | Maëva Orlé         | C     | 8 maggio 1991    | Le Cannet            |
| 11 | Armelle Faesch     | P     | 26 dicembre 1981 | ASPTT Mulhouse       |
| 14 | Mallory Steux      | P     | 24 ottobre 1988  | Calais               |
| 15 | Gaëlle Mollinger   | P     | 23 aprile 1988   | Évreux               |
| 16 | Hélène Schleck     | S     | 31 maggio 1986   | Évreux               |
| 17 | Alexandra Dascalu  | S     | 17 aprile 1991   | UGSÉ Nantes          |
| 18 | Alexandra Rochelle | L     | 14 dicembre 1983 | Évreux               |

## Germania
| N° | Nome                | Ruolo | Data di nascita   | Squadra          |
| -- | ------------------- | ----- | ----------------- | ---------------- |
| -  | Giovanni Guidetti   | All   | 20 settembre 1982 | VakıfBank GS     |
| 1  | Lenka Dürr          | L     | 10 dicembre 1990  | Vilsbiburg       |
| 2  | Kathleen Weiß       | P     | 2 febbraio 1984   | İqtisadçı        |
| 4  | Kerstin Tzscherlich | L     | 15 febbraio 1978  | Dresdner         |
| 7  | Angelina Grün       | S/O   | 2 dicembre 1979   | -                |
| 8  | Berit Kauffeldt     | C     | 8 luglio 1990     | Schweriner       |
| 9  | Corina Ssuschke     | C     | 5 maggio 1983     | Prostějov        |
| 10 | Anne Matthes        | S     | 30 aprile 1985    | Time Matera      |
| 11 | Christiane Fürst    | C     | 29 marzo 1985     | Fenerbahçe       |
| 13 | Saskia Hippe        | S/O   | 16 gennaio 1991   | Dresdner         |
| 14 | Margareta Kozuch    | S/O   | 30 ottobre 1986   | Zareč'e Odincovo |
| 15 | Maren Brinker       | S     | 10 luglio 1986    | VC Stoccarda     |
| 16 | Lisa Thomsen        | L     | 20 agosto 1985    | Schweriner       |
| 19 | Regina Burchardt    | S     | 1º luglio 1983    | Wiesbaden        |
| 20 | Mareen Apitz        | P     | 26 marzo 1987     | Dresdner         |

## Israele
| N° | Nome              | Ruolo | Data di nascita   | Squadra        |
| -- | ----------------- | ----- | ----------------- | -------------- |
| -  | Arie Selinger     | All   | -                 | -              |
| 1  | Tatjana Frage     | S     | 23 febbraio 1973  | -              |
| 3  | Anna Velikiy      | S     | 10 dicembre 1982  | Prostějov      |
| 6  | Shany Peham       | P     | 3 marzo 1993      | -              |
| 8  | Galit Devash      | C     | 18 settembre 1986 | -              |
| 9  | Adva Zinober      | L     | 5 novembre 1982   | -              |
| 10 | Inessa Birman     | C     | 21 agosto 1978    | Lokomotiv Baku |
| 11 | Elvira Kolnogorov | S     | 23 luglio 1992    | -              |
| 12 | Libi Haim         | P     | 24 aprile 1984    | -              |
| 13 | Polina Arazi      | S/O   | 18 febbraio 1978  | -              |
| 14 | Ron Ponte         | P     | 14 luglio 1988    | -              |
| 15 | Anna Farhi        | C     | 1º marzo 1980     | -              |
| 16 | Tatiana Artmenko  | S     | 2 settembre 1976  | Prostějov      |
| 17 | Inbar Vinarsky    | C     | 6 novembre 1991   |                |
| 19 | Yael Lotan        | S/O   | 28 febbraio 1993  | -              |

## Italia
| N° | Nome                 | Ruolo | Data di nascita   | Squadra             |
| -- | -------------------- | ----- | ----------------- | ------------------- |
| -  | Massimo Barbolini    | All   | 29 agosto 1964    | -                   |
| 1  | Sara Anzanello       | C     | 30 luglio 1980    | Villa Cortese       |
| 7  | Martina Guiggi       | C     | 1º maggio 1984    | Robursport Pesaro   |
| 8  | Carolina Costagrande | S     | 15 ottobre 1980   | Dinamo Mosca        |
| 11 | Serena Ortolani      | S/O   | 7 gennaio 1987    | Bergamo             |
| 12 | Francesca Piccinini  | S     | 10 gennaio 1979   | Bergamo             |
| 13 | Valentina Arrighetti | C     | 26 gennaio 1985   | Bergamo             |
| 14 | Eleonora Lo Bianco   | P     | 22 dicembre 1979  | Bergamo             |
| 15 | Antonella Del Core   | S     | 5 novembre 1980   | Eczacıbaşı          |
| 16 | Lucia Bosetti        | S     | 9 luglio 1989     | Bergamo             |
| 17 | Simona Gioli         | C     | 17 settembre 1977 | Spes Conegliano     |
| 19 | Giulia Leonardi      | L     | 1º dicembre 1987  | Robur Tiboni Urbino |
| 20 | Francesca Ferretti   | P     | 15 febbraio 1984  | Robursport Pesaro   |

## Paesi Bassi
| N° | Nome               | Ruolo | Data di nascita   | Squadra           |
| -- | ------------------ | ----- | ----------------- | ----------------- |
| -  | Avital Selinger    | All   | 10 marzo 1959     | -                 |
| 1  | Kim Staelens       | P     | 7 gennaio 1982    | Fischbek          |
| 3  | Francien Huurman   | C     | 18 aprile 1975    | -                 |
| 4  | Chaïne Staelens    | S     | 7 novembre 1980   | Pioneer Red Wings |
| 5  | Robin de Kruijf    | C     | 5 maggio 1991     | TVC Amstelveen    |
| 6  | Maret Grothues     | S     | 16 settembre 1988 | TVC Amstelveen    |
| 8  | Alice Blom         | S     | 7 aprile 1980     | İqtisadçı         |
| 9  | Myrthe Schoot      | P     | 29 agosto 1988    | TVC Amstelveen    |
| 10 | Janneke van Tienen | L     | 29 maggio 1979    | -                 |
| 11 | Caroline Wensink   | C     | 4 agosto 1984     | Muszynianka       |
| 12 | Manon Flier        | S/O   | 8 febbraio 1984   | Robursport Pesaro |
| 14 | Laura Dijkema      | P     | 18 febbraio 1990  | TVC Amstelveen    |
| 15 | Ingrid Visser      | C     | 4 giugno 1977     | CAV Murcia        |
| 16 | Debby Stam         | S     | 24 luglio 1984    | Muszynianka       |
| 18 | Lonneke Slöetjes   | S/O   | 15 novembre 1990  | Pollux            |

## Polonia
| N° | Nome                 | Ruolo | Data di nascita  | Squadra          |
| -- | -------------------- | ----- | ---------------- | ---------------- |
| -  | Alojzy Świderek      | All   | 30 maggio 1952   | -                |
| 1  | Anna Podolec         | O     | 30 ottobre 1985  | BKS              |
| 2  | Katarzyna Wellna     | O     | 22 marzo 1985    | Trefl Sopot      |
| 3  | Karolina Kosek       | S     | 28 giugno 1985   | Budowlani Łódź   |
| 5  | Berenika Tomsia      | C     | 18 marzo 1988    | BKS              |
| 6  | Agnieszka Bednarek   | C     | 20 febbraio 1986 | Muszynianka      |
| 8  | Klaudia Kaczorowska  | S     | 20 dicembre 1988 | Muszynianka      |
| 9  | Katarzyna Jaszewska  | S     | 6 dicembre 1981  | Gwardia Wrocław  |
| 10 | Anita Kwiatkowska    | S     | 5 marzo 1985     | Stal Mielec      |
| 11 | Krystyna Tkaczewska  | L     | 24 luglio 1987   | Dąbrowa Górnicza |
| 12 | Milena Sadurek       | P     | 18 ottobre 1984  | Muszynianka      |
| 13 | Paulina Maj          | L     | 22 marzo 1987    | Trefl Sopot      |
| 14 | Joanna Wołosz        | P     | 7 aprile 1990    | Gwardia Wrocław  |
| 16 | Zuzanna Efimienko    | C     | 8 agosto 1989    | Gwardia Wrocław  |
| 17 | Katarzyna Skowrońska | O     | 30 giugno 1983   | Fenerbahçe       |

## Rep. Ceca
| N° | Nome               | Ruolo | Data di nascita   | Squadra          |
| -- | ------------------ | ----- | ----------------- | ---------------- |
| -  | Jirí Šiller        | All   | -                 | -                |
| 1  | Andrea Kossányiová | S     | 6 agosto 1993     | Olymp Praha      |
| 2  | Šárka Barborková   | S     | 6 novembre 1985   | Vilsbiburg       |
| 3  | Kristýna Pastulová | C     | 22 ottobre 1985   | Přerovský        |
| 4  | Aneta Havlíčková   | S/O   | 3 luglio 1987     | Busto Arsizio    |
| 5  | Julie Jášová       | L     | 14 settembre 1987 | Fischbek         |
| 8  | Šárka Melichárková | S     | 8 giugno 1990     | Královo Pole     |
| 10 | Šárka Kubínová     | P     | 19 aprile 1988    | Prostějov        |
| 13 | Tereza Vanžurová   | S     | 4 aprile 1991     | Olymp Praha      |
| 14 | Lucie Mühlsteinová | P     | 15 ottobre 1984   | Dąbrowa Górnicza |
| 15 | Ivna Svobodníková  | C     | 1º aprile 1991    | Královo Pole     |
| 16 | Helena Havelková   | S     | 25 luglio 1988    | Busto Arsizio    |
| 17 | Ivana Plchotová    | C     | 28 ottobre 1992   | Dąbrowa Górnicza |

## Romania
| N° | Nome               | Ruolo | Data di nascita  | Squadra         |
| -- | ------------------ | ----- | ---------------- | --------------- |
| -  | Darko Zakoć        | All   | -                | -               |
| 2  | Iuliana Nucu       | C     | 4 ottobre 1980   | Bergamo         |
| 3  | Florentina Nedelcu | S/O   | 26 marzo 1976    | Venelles        |
| 4  | Alexandra Trică    | S     | 21 ottobre 1985  | Tomis Constanța |
| 5  | Mirela Corjeutanu  | S     | 6 luglio 1977    | RDM Pomezia     |
| 6  | Carmen Țurlea      | S/O   | 18 novembre 1975 | Spes Conegliano |
| 7  | Ioana Nemțanu      | S     | 1º gennaio 1989  | Tomis Constanța |
| 9  | Diana Neaga        | P     | 24 maggio 1986   | Tomis Constanța |
| 10 | Nicoleta Manu      | L     | 3 dicembre 1980  | Știința Bacău   |
| 11 | Alina Albu         | C     | 6 settembre 1983 | ASPTT Mulhouse  |
| 13 | Sabina Miclea      | P     | 4 dicembre 1990  | Piatra Neamț    |
| 14 | Elena Butnaru      | C     | 27 aprile 1975   | Tomis Constanța |
| 15 | Ana Cazacu         | S     | 21 luglio 1994   | Tomis Constanța |
| 17 | Daiana Mureșan     | S/O   | 6 luglio 1990    | AZS Białystok   |
| 18 | Nneka Onyejekwe    | C     | 8 agosto 1989    | Voléro Zurigo   |

## Russia
| N° | Nome                 | Ruolo | Data di nascita  | Squadra          |
| -- | -------------------- | ----- | ---------------- | ---------------- |
| -  | Vladimir Kuzjutkin   | All   | -                | -                |
| 1  | Marija Borodakova    | C     | 8 marzo 1986     | Dinamo-Kazan     |
| 2  | Lesja Machno         | S     | 4 settembre 1981 | Dinamo Mosca     |
| 3  | Marija Duskrjadčenko | C     | 9 marzo 1984     | Dinamo Mosca     |
| 6  | Ol'ga Bukreeva       | S/O   | 15 maggio 1987   | Dinamo Krasnodar |
| 8  | Natalija Hončarova   | S     | 1º giugno 1989   | Dinamo Mosca     |
| 9  | Ol'ga Fateeva        | S/O   | 4 maggio 1984    | Trefl Sopot      |
| 10 | Julija Sedova        | C     | 8 gennaio 1985   | Avtodor-Metar    |
| 11 | Ekaterina Gamova     | S/O   | 17 ottobre 1980  | Dinamo-Kazan     |
| 12 | Vera Uljakina        | P     | 21 agosto 1986   | Dinamo-Kazan     |
| 13 | Evgenija Starceva    | P     | 12 febbraio 1989 | Dinamo Krasnodar |
| 14 | Ekaterina Kabešova   | L     | 5 agosto 1986    | Dinamo-Kazan     |
| 16 | Julija Merkulova     | C     | 17 febbraio 1984 | Dinamo Mosca     |
| 17 | Viktorija Kuzjakina  | L     | 1º giugno 1985   | Dinamo Mosca     |
| 19 | Ksenija Naumova      | S     | 1º febbraio 1990 | Zareč'e Odincovo |

## Serbia
| N° | Nome              | Ruolo | Data di nascita  | Squadra          |
| -- | ----------------- | ----- | ---------------- | ---------------- |
| -  | Zoran Terzić      | All   | 9 luglio 1966    | Sirio Perugia    |
| 1  | Ana Lazarević     | S     | 4 luglio 1991    | Vizura           |
| 2  | Jovana Brakočević | S/O   | 5 marzo 1988     | Guangdong Hengda |
| 3  | Sanja Malagurski  | S     | 8 giugno 1990    | Stella Rossa     |
| 5  | Nataša Krsmanović | C     | 19 giugno 1985   | Rabitə Baku      |
| 6  | Tijana Malešević  | S     | 18 marzo 1991    | Voléro Zurigo    |
| 7  | Brižitka Molnar   | S     | 28 luglio 1985   | Panathīnaïkos    |
| 8  | Ana Antonijević   | P     | 26 agosto 1987   | RC Cannes        |
| 9  | Jovana Vesović    | S     | 21 giugno 1987   | Dinamo Bucarest  |
| 10 | Maja Ognjenović   | P     | 6 agosto 1984    | Olympiakos       |
| 12 | Jelena Nikolić    | S     | 13 aprile 1982   | VakıfBank GS     |
| 14 | Nađa Ninković     | C     | 1º novembre 1991 | Stella Rossa     |
| 16 | Milena Rašić      | C     | 25 ottobre 1990  | RC Cannes        |
| 18 | Suzana Ćebić      | L     | 9 novembre 1984  | Suhl             |
| 19 | Silvija Popović   | L     | 15 marzo 1986    | Rabitə Baku      |

## Spagna
| N° | Nome                   | Ruolo | Data di nascita   | Squadra        |
| -- | ---------------------- | ----- | ----------------- | -------------- |
| -  | Gido Vermeulen         | All   | -                 | -              |
| 3  | María Isabel Fernández | C     | 6 settembre 1982  | İqtisadçı      |
| 4  | Elena Esteban          | L     | 13 giugno 1982    | Murillo        |
| 5  | Milagros Collar        | C     | 15 aprile 1988    | CAV Murcia     |
| 6  | Ana Correa             | C     | 19 gennaio 1985   | Ciutadella     |
| 7  | Amaranta Fernández     | C     | 11 agosto 1983    | Trefl Sopot    |
| 8  | Diana Sánchez          | S     | 7 marzo 1977      | Ciutadella     |
| 9  | Patricia Aranda        | P     | 27 giugno 1979    | Aguere         |
| 10 | Diana Castaño          | L     | 5 aprile 1983     | CAV Murcia     |
| 12 | Sara Hernández         | P     | 12 settembre 1986 | Tenerife       |
| 14 | Jessica Rivero         | S     | 15 marzo 1995     | JAV Olímpico   |
| 15 | Mireya Delgado         | S/O   | 5 novembre 1991   | Diego Porcelos |
| 17 | Lucía Paraja           | C     | 10 febbraio 1983  | Sirio Perugia  |

## Turchia
| N° | Nome                | Ruolo | Data di nascita  | Squadra      |
| -- | ------------------- | ----- | ---------------- | ------------ |
| -  | Marco Aurelio Motta | All   | -                | -            |
| 1  | Güldeniz Önal       | S     | 25 marzo 1986    | VakıfBank GS |
| 2  | Gülden Kayalar      | L     | 5 dicembre 1980  | Eczacıbaşı   |
| 3  | Gizem Güreşen       | L     | 14 gennaio 1987  | VakıfBank GS |
| 5  | Ergül Avcı          | C     | 24 luglio 1987   | Fenerbahçe   |
| 6  | Polen Uslupehlivan  | S/O   | 27 agosto 1990   | Nilüfer      |
| 7  | Büşra Cansu         | S     | 16 luglio 1990   | Eczacıbaşı   |
| 8  | Bahar Toksoy        | C     | 6 febbraio 1988  | VakıfBank GS |
| 9  | Özge Kırdar         | P     | 26 giugno 1985   | VakıfBank GS |
| 10 | Gözde Kırdar        | S     | 26 giugno 1985   | VakıfBank GS |
| 12 | Esra Gümüş          | S     | 2 ottobre 1982   | Eczacıbaşı   |
| 13 | Neriman Özsoy       | S     | 13 luglio 1988   | Trefl Sopot  |
| 14 | Eda Erdem           | C     | 22 febbraio 1987 | Fenerbahçe   |
| 17 | Neslihan Demir      | S/O   | 9 dicembre 1983  | Eczacıbaşı   |
| 18 | Asuman Karakoyun    | P     | 16 luglio 1990   | Eczacıbaşı   |

## Ucraina
| N° | Nome                | Ruolo | Data di nascita   | Squadra   |
| -- | ------------------- | ----- | ----------------- | --------- |
| -  | Volodymyr Buzaiev   | All   | -                 | -         |
| 1  | Svitlana Halkina    | L     | 9 febbraio 1989   | -         |
| 2  | Tetyana Litvinovska | S     | 5 dicembre 1989   | -         |
| 3  | Svitlana Lidyayeva  | S     | 11 dicembre 1993  | -         |
| 4  | Maryna Marčenko     | S/O   | 12 luglio 1985    | RC Cannes |
| 6  | Anna Dovgopoliuk    | S/O   | 11 ottobre 1985   | -         |
| 7  | Inna Molodtsova     | C     | 8 maggio 1986     | -         |
| 8  | Maryna Degtyarova   | P     | 22 novembre 1993  | -         |
| 9  | Nataliya Chernetska | P     | 30 aprile 1985    | -         |
| 10 | Hanna Lisejenkova   | S     | 26 febbraio 1991  | -         |
| 11 | Iryna Komisarova    | P     | 18 giugno 1970    | -         |
| 13 | Ganna Burbelyuk     | S     | 15 giugno 1993    | -         |
| 16 | Nadija Kodola       | C     | 29 settembre 1988 | -         |